# Namibia Cricket Board
Il Namibia Cricket Board è la federazione nazionale del gioco del cricket della Namibia. Attualmente è un Associate Member dell'International Cricket Council e gestisce la nazionale namibiana ed il campionato domestico.